# Ратно лукавство
Ратно лукавство (енгл. ruse, strategem) је скуп мера и поступака у оружаној борби којима се непријатељ обмањује или одржава у заблуди, како би се навео на предузимање нецелисходних или непредузимање неопходних мера и акција. Циљ ратног лукавства је, у суштини, скривање стварног стања, планова и намера, постизање изненађења и што повољнијих услова за извршење задатка. Примењује се на копну, мору и у ваздуху, а према постигнутим резултатима, може да има стратегијски, оперативни и тактички значај.

## Начини извођења
Мере и поступци којима се ратно лукавство постиже могу бити различити. Обично се то чини ширењем лажних обавештења (дезинформација), прикривањем или лажним приказивањем властитих снага, средстава и објеката, затим предузимањем мера, радова и неочекиваних борбених поступака којима се скрива идеја маневра како би се противник навео на погрешне закључке о сопственом дејству (маскирање), извођењем лажних радова (лажни објекти), предузимањем акција заваравајућег карактера на одвојеном правцу (демонстрација), самосталним акцијама које немају непосредне оперативне и тактичке везе с дејством на глчавном или помоћном правцу (диверзија). Посебну групу ратних лукавстава чине перфидије, које се заснивају на гажењу дате речи или подмуклим поступцима, због чега их међународно ратно право забрањује. 

## Историја
Успех и ефекат ратних лукавстава зависио је увек од многих околности, каткада и случаја. У историји ратне вештине употребљавале су га обе стране: јача - да би што лакше и са што мање губитака постигла победу, и слабија - да би надокнадила помањкање снага и средстава или се извукла из тешке ситуације. Највећи успех постизао се када је непријатељ - иако би сазнао за стварне противникове намере и планове - ипак остао у уверењу да су они лажни.
Једно од првих ратних лукавстава вероватно је легенда о тројанском коњу. У литератури старог века о ратним лукавствима писали су грчки писац Полијен у делу Стратегематика (2. век) и римски писац Фронтин, а у пракси су их користили Ханибал, Сула и многи други. У ратовима феудалне епохе европски витезови су ретко користили ратна лукавства, сматрајући их нечасним, али су их номадски народи, нарочито Татари и Монголи, обилато користили - нарочито неочекивани прекид борбе и лажно бекство са бојишта, а затим брзо прикупљање и удар на неспремног противника. 
Појавом слободних најамника у 16. веку, ратна лукавства почињу поново да се примењују у европском ратовању, нарочито демонстрације и дезинформације, а у 18. примењују се углавном у борбама за тврђаве. Наполеон Бонапарте послужио се ратним лукавством у бици код Аустерлица (1805). О значају ратног лукавства у 19. веку писали су Клаузевиц (сматра их важним за слабију страну), Суворов, Голц, Молтке, Шлифен, Лер и други.